# Cyclingteam Jo Piels/Saison 2010
Dieser Artikel listet Erfolge und Mannschaft des Radsportteams Jo Piels in der Saison 2010 auf.

## Erfolge in den Continental Circuits
Bei den Rennen des UCI Continental Circuits gelangen dem Team nachstehende Erfolge.
| Datum        | Rennen                         | Kat. | Fahrer           |
| ------------ | ------------------------------ | ---- | ---------------- |
| 23. Mai      | 3. Etappe Tour de Berlin (EZF) | 2.2U | Marc Goos        |
| 21.–24. Mai  | Gesamtwertung Tour de Berlin   | 2.2U | Marc Goos        |
| 30. Mai      | 3. Etappe Tour de Gironde      | 2.2  | Bertjan Lindeman |
| 18. Juni     | Prolog Mainfranken-Tour (EZF)  | 2.2U | Jarno Gmelich    |
| 20. Juni     | 2. Etappe Mainfranken-Tour     | 2.2U | Marc Goos        |
| 18.–20. Juni | Gesamtwertung Mainfranken-Tour | 2.2U | Marc Goos        |
| 5. September | Kernen Omloop Echt-Susteren    | 1.2  | Peter Schulting  |

## Zugänge – Abgänge
| Zugänge            | Team 2009                         | Abgänge                 | Team 2010           |
| ------------------ | --------------------------------- | ----------------------- | ------------------- |
| Bertjan Lindeman   | KrolStonE Continental Team        | Robin Chaigneau         | Skil-Shimano        |
| Jarno Gmelich      | Van Vliet EBH Elshof              | Maint Berkenbosch       | Global Cycling Team |
| Peter Schulting    | Cyclingteam Jo Piels (2008)       | Marco Brus              | Line Lloyd Footwear |
| Maarten de Jonge   | Beveren 2000-Quick Step           | Maurice de Bekker       | Unbekannt           |
| Sierk de Haan      | Van Hemert Group-De jonge Renners | Mart van Blanken        | Unbekannt           |
| Peter Jan Polling  | Neoprofi                          | Adriaan Helmantel       | Unbekannt           |
| Pim de Beer        | Neoprofi                          | Rik Kavsek              | Unbekannt           |
| Marc Goos          | Neoprofi                          | Peter Möhlmann          | Unbekannt           |
| Bob van der Tholen | Neoprofi                          | Geert van der Sanden    | Unbekannt           |
| Stefan van Winden  | Neoprofi                          | Hans Bloks (bis 31.07.) | Unbekannt           |

## Mannschaft
| Name                 | Geburtstag         | Nationalität |
| -------------------- | ------------------ | ------------ |
| Johim Ariesen        | 16. März 1988      | Niederlande  |
| Pim de Beer          | 4. Juli 1987       | Niederlande  |
| Marco Bos            | 5. Juli 1979       | Niederlande  |
| Thom van Dulmen      | 3. März 1985       | Niederlande  |
| Jarno Gmelich        | 21. Juni 1989      | Niederlande  |
| Marc Goos            | 30. November 1990  | Niederlande  |
| Sierk de Haan        | 20. Juni 1981      | Niederlande  |
| Maarten de Jonge     | 9. März 1985       | Niederlande  |
| Bertjan Lindeman     | 16. Juni 1989      | Niederlande  |
| Cornelius van Ooijen | 23. Februar 1986   | Niederlande  |
| Peter Jan Polling    | 26. September 1990 | Niederlande  |
| Jelle Posthuma       | 20. April 1990     | Niederlande  |
| Tom Relou            | 22. Januar 1987    | Niederlande  |
| Peter Schulting      | 19. August 1987    | Niederlande  |
| Bob van der Tholen   | 9. Oktober 1990    | Niederlande  |
| Stefan van Winden    | 12. Oktober 1989   | Niederlande  |